# Huehuecuetzpalli
Huehuecuetzpalli är ett utdöd släkte av kräldjur.
Fossil av den enda kända arten Huehuecuetzpalli mixtecus hittades under 1990-talet nära Tepexi de Rodríguez i södra Mexiko. Fyndet är ett nästan fullständigt skelett med små skador. Antalet svanskotor bakom korsbenet är 24. Släktet skiljer sig i olika detaljer av kraniets konstruktion från nära släktingar. Släktnamnet kommer från språket nahuatl och är sammansatt av orden huehuetel (gammal) och cuetzpalli (ödla).
Släktet föreställer en tidig sidogren av fjällbärande kräldjur. Dessa djur liknade geckoödlorna. De var antagligen nära släkt med Tijubina och andra kräldjur från äldre krita. Enligt en annan studie är Huehuecuetzpalli systergruppen till alla andra fjällbärande kräldjur.